# Milton George
Milton George était un fermier, journaliste agricole et chef d'entreprise américain du XIXe siècle, d'orientation populiste, éditeur du The Western Rural and American Stockman, bihebdomadaire publié à Chicago, qui fut le moteur du développement entre 1880 et 1882 de la "Northwestern Alliance", qui va bientôt réunir 100 000 membres, principalement des fermiers des prairies, puis deux millions d'entre eux.

## Biographie
Milton George est né en 1833 dans une famille de quakers à Hillsboro. Sa famille déménage lorsqu'il a six ans pour s'installer dans une ferme près de Parkton, dans le centre de l'Illinois. Il épouse la fille d'un riche négociant et réussit dans l'exploitation de sa ferme dans les années 1860, ce qui lui permet d'en acheter une autre dans l'Illinois aussi. Il se lance dans le journalisme et devient adjoint de l'éditeur d'un journal hebdomadaire, The Western Rural and Family Farm Paper.
Grâce à son succès, le journal finit par obtenir un tirage supérieur à celui de son grand rival, le Prairie Farmer mais ses locaux sont détruits en 1871 par le Grand incendie de Chicago et Milton George doit effectuer un prêt de 19 000 dollars à son patron Horatio N. F. Lewis pour  que le journal poursuive son activité. Il institue une politique d'éthique éditoriale et publicitaire. Il dénonce les chemins de fer et les banques, milite pour la gratuité des livres scolaires, la participation électorale ou le remplacement du beurre par les oléagineux dans l'alimentation mais renonce peu à peu à l'idée de créer un troisième parti. En 1879, il lance de vastes pétitions pour demander la réglementation par l’État du chemin de fer.
Milton George sera le moteur du développement entre 1880 et 1882 de la Northwestern Alliance, mouvement à l'origine du Parti populiste américain, qui va bientôt réunir 100 000 membres, principalement des fermiers des prairies, en particulier aux pires moments du marché des céréales dans les années 1880. Milton George rebpatise le journal The Western Rural and American Stockman, qui devient un bihebdomadaire publié à Chicago, grâce à son succès. Le deuxième grand meeting est organisé les 5 et 6 octobre 1881 à Chicago et l'organisation revendique 940 clubs locaux dans dix États, regroupant 24 500 fermiers. Adoptée à cette occasion, sa plate-forme revendique un impôt sur le revenu progressif, l’élection des hauts-fonctionnaires avec une salaire plus raisonnable, et une loi fédérale permettant de réglementer le chemin de fer. Milton George est réélu secrétaire en 1883 mais l'assistance aux meetings a fortement diminué, comme le remarque la presse.